# تشارلز-ايمانويل جانسين
تشارلز-ايمانويل جانسين هو سياسي بلجيكي، ولد في 19 مارس 1907 في بروكسل في بلجيكا، وتوفي في 11 يونيو 1985. انتخب عضو مجلس النواب البلجيكي ‏ (1936 – 1946).